# Papak
Pour les articles homonymes, voir Babak.
Papak, Pâbhagh ou Bâbak est le fils supposé du « seigneur Sâsan », le fondateur plus ou moins légendaire de la dynastie sassanide.

## Biographie
Vers 200, Papak, fils du « seigneur Sâsan » et de son épouse Dênak, est le roi de Khir, une petite ville située sur le lac Bakhtégân, sur la route de Sarvistân à Nîriz en Perse. Il obtient de son suzerain, le roi Gôzihr d'Istakhr, pour son fils cadet Ardachîr, la dignité d'argapet (« commandant de forteresse ») de la ville de Dârâbgerd. Ce fut là l'origine de la fortune de la dynastie des Sassanides. À partir de 212, Ardachîr se rend maître de plusieurs villes de la province du Fars tandis que son père Pâpak se révolte contre Gôzihr, le tue et se déclare roi à sa place.
Pâpak réclame alors au grand-roi arsacide Artaban V l'investiture pour son fils aîné Shapour. Le refus qu'il essuie de ce dernier n'empêche pas Shapour de régner après la mort de son père et d'obliger son cadet Ardachîr à le reconnaitre comme suzerain. D'après les sources, Shapour s'apprête à se confronter avec son frère cadet lorsqu'il est tué par l'effondrement opportun du toit d'un caveau qu'il visite.

## Union et postérité
Dans la grande inscription de Naqsh-e Rostam faite par son petit-fils Shapour Ier est citée son épouse Rôdak et leur fils Ardachîr Ier, deux autres fils, Shapour le roi, Valâs, ainsi que Dênak, fille de Pâpak, « reine des reines » et épouse de son frère Ardachîr Ier.